# Андрена нарядная
Андрена нарядная (лат. Andrena ornata) — редкий вид пчёл из рода Andrena (семейство Andrenidae), занесённый в Красную книгу Крыма.

## Распространение
Россия (Волгоградская, Самарская и Оренбургская области, Башкирия, Крым — Казантипский заповедник и на мысе Чауда), Казахстан (Карагандинская, Целиноградская области), Малый Кавказ.

## Описание
Длина 9—11 мм. Тело чёрное, блестящее. Опушение головы, груди и боков тергитов белое или серо-белое, иногда с примесью темных волосков. Крылья немного затемнены. Клипеус выпуклый, посередине блестящей. Середина щитка почти не опушенная, блестящая. 2 и 4 тергиты самок на боках с четкими белыми пятнами из волосков, длина которых уменьшается от второго до четвёртого. Апикальные края стернитов имеют бахромку из белых длинных волосков.
В год бывает два поколения, летает с начала мая до середины сентября. Перерыв между поколениями приходится на июль. Трофические связи: первая генерация встречается на цветках различных растений, а вторая — на цветках Crinitaria villosa (L.) Grossh (семейство Астровые). Особенности гнездования неизвестны.